# Jean Dagnaux
Jean Charles Joseph Dagnaux (Montbéliard, 28 novembre 1891 – La Vallée-au-Blé, 18 maggio 1940) è stato un militare e aviatore francese, particolarmente distintosi nel corso della seconda guerra mondiale. Decorato con la Croce di Commendatore della Legion d'onore, della Croix de guerre 1914-1918  ornata da otto palme e cinque stelle, e della Médaille coloniale con barretta "Sahara". Mort pour la France.

## Biografia

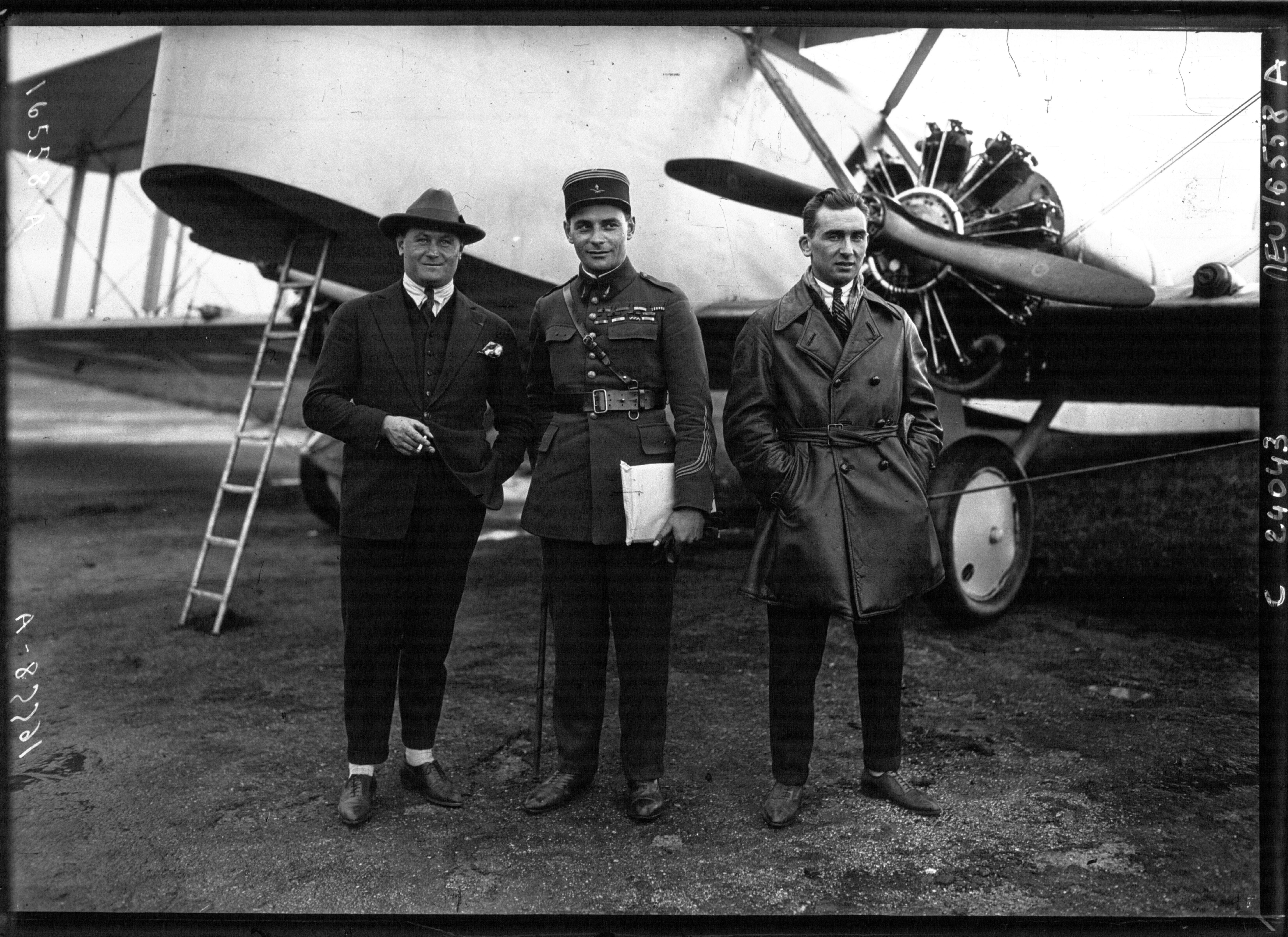
Aeroporto di Parigi-Le Bourget - Gran Premio degli aerei da trasporto- l'equipaggio del Bleriot, da sinistra a destra Bizot, capitano Dagnaux e Villechanoux.

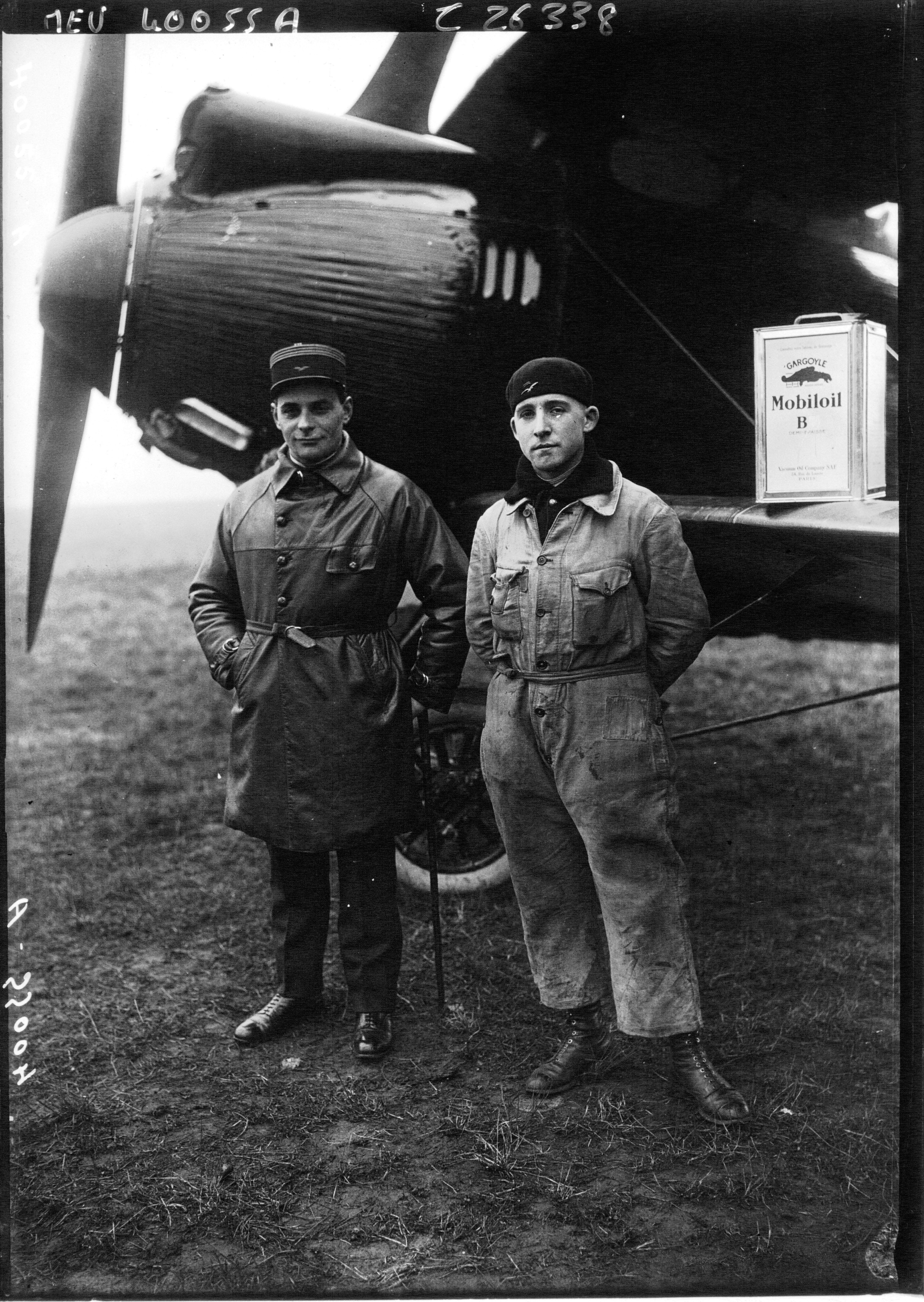
Aeroporto di Parigi-Le Bourget. Il comandante Dagnaux e il meccanico sergente Paul Dufert alla partenza del volo da Parigi al Madagascar.

Nacque a Montbéliard il 28 novembre 1891, in una famiglia borghese della Franca Contea, figlio di Charles François e di Émilie Louise Abry. Studiò dapprima al Liceo Lamartine di Mâcon, dove conseguì il diploma di maturità all'età di 17 anni, e poi entrò poi all'École polytechnique di Parigi, laureandosi quattro anni dopo, nel 1912. Il 4 ottobre di quell'anno si arruolò nell'Armée de terre fu assegnato al 4º Reggimento artiglieria da campagna. Il 1º aprile 1914 fu promosso sottotenente, assegnato al 48º Reggimento artiglieria da campagna. Dopo lo scoppio della prima guerra mondiale partecipò alle battaglie in Lorena. Nella primavera del 1915, gli fu assegnato il compito di garantire il collegamento tra la fanteria d'assalto e l'artiglieria nella Somme. Furiosi combattimenti seguirono al Bois d'Ailly, dove si distinse per il suo coraggio rimanendo ferito al volto portando a termine la missione Questo atto di coraggio gli valse una prima citazione nell'ordine dell'VIII Corpo d'Armata. Il 18 giugno 1915 ottenne il brevetto di osservatore dall'aeroplano, e il 2 dello stesso mese fu assegnato alla Escadrille MF 3 dell'aeronautica della Ie Armèe. Il 1º settembre fu assegnato alla Escadrille MF 63, equipaggiata con i biplani Farman MF.11.
Effettuò quindi missioni di osservazione e ricognizione fino al 6 gennaio 1916, quando il suo aereo, durante un volo di ricognizione fotografica su Bainville-Aucour, fu colpito dall'artiglieria antiaerea e poi mitragliato da un caccia monoplano tedesco Fokker E.III sopra Verdun. Il pilota, il sottotenente Jacques Loviconi, riuscì ad atterrare in emergenza entro le linee francesi. Egli rimase gravemente ferito, subendo l'amputazione di parte della gamba sinistra. Andò in convalescenza lontano dal fronte fino al 15 febbraio 1917, quando richiese insistentemente di essere rimandato al fronte. Il 16 marzo fu inviato come istruttore al gruppo di addestramento di Plessis-Belleville, e un mese e mezzo dopo, ricevette l'assegnazione alla Escadrille C 11 comandata dal capitano Joseph Vuillemin, dotata dei Caudron G.4. Strinse subito amicizia con Vuillemin, e i due, volando insieme, in due mesi abbatterono due aerei tedeschi. Nell'ottobre del 1917 Vuillemin fu incaricato di formare il Gruppo di Bombardamento n. 5, che sarebbe stato equipaggiato con Breguet Bre 14. Il 21 gennaio 1918, mentre bombardava la stazione ferroviaria di Waville, nella Meurthe-et-Moselle, rimase gravemente ferito al collo quando un frammento di granata lo colpì alla schiena, frantumandogli l'apice vertebrale. Operato presso l'ospedale militare di Verdun, 20 giorni dopo rientrò in servizio presso la Escadrille 12, promosso al grado di capo squadriglia. La Escadrille 12 partecipò ai combattimenti presso Montdidier, sullo Chemin des Dames e sulla Marna. Il 23 aprile, l'equipaggio Vuillemin-Dagnaux abbatté un terzo aereo nemico, un Rumpler C, nei pressi di Montigny-Ravenel. Nel giugno 1918 la Escadrille 12 introdusse una nuova tattica: 120 bombardieri guidati dall'equipaggio Vuillemin-Dagnaux attaccarono e sganciarono 7.200 bombe su una potente concentrazione di truppe tedesche pronte ad assaltare le posizioni francesi. L'11 luglio abbatté il suo quarto e ultimo aereo. Il 2 settembre 1918 ottenne il brevetto di pilota (n. 15.668). All'atto dell'armistizio di Compiègne era decorato con la Croce di Cavaliere della Legion d'onore e della Croix de guerre 1914-1918 ornata da otto palme e cinque stelle.

### L'attività dopo la fine della prima guerra mondiale

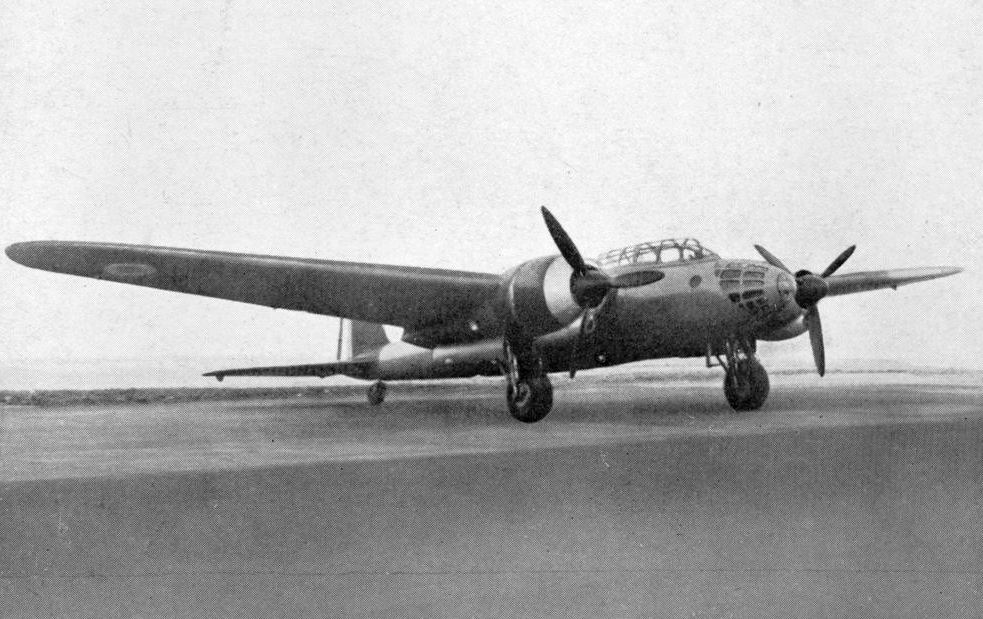
Un bombardiere Amiot 354.

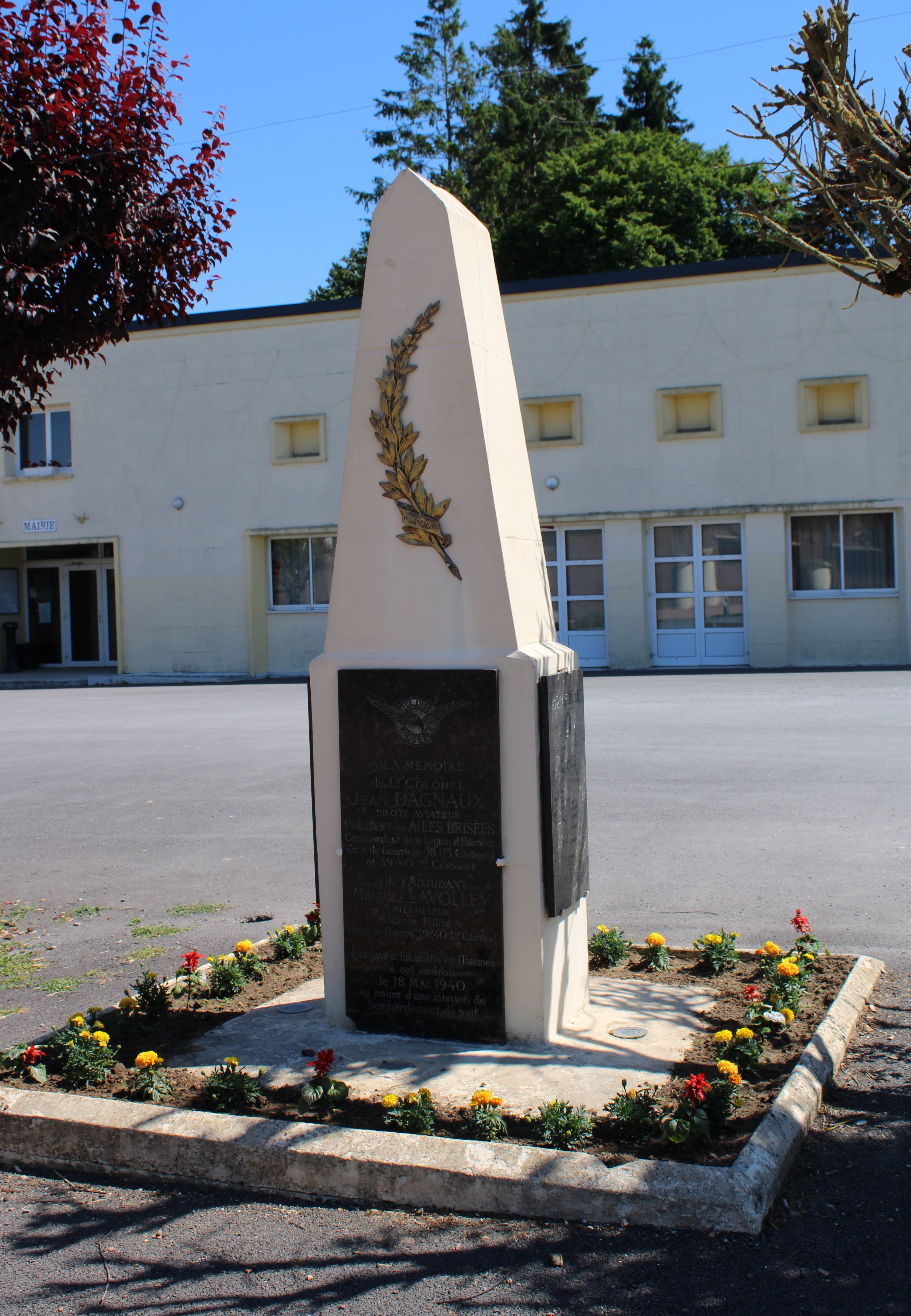
Monumento a ricordo degli aviatori Jean Dagnaux e Maurice Lavolley sulla piazza di La Vallée-au-Blé.

Dopo la fine della Grande Guerra venne assegnato alla Escadrille des grands raids a Villacoublay, dove ritrovò il comandante Vuillemin. I due, a bordo di un Breguet Bre 14, effettuarono un primo collegamento Parigi-Algeri-Biskra-Touggourt, seguito da un raid Parigi-Salonicco-Costantinopoli-Il Cairo e da un viaggio di studio ed esplorazione ai margini del deserto del Sahara. Nel gennaio del 1920, tre equipaggi composti dal generale François Henry Laperrine, dal comandante Vuillemin e dal tenente Dagnaux decollarono a bordo di Breguet Bre 14A2 per un nuovo tentativo di attraversamento del Sahara, volando da Parigi a Dakar, via Algeri e Timbuctù. Lui ebbe un guasto a Tamanrasset mentre i suoi compagni proseguirono il viaggio verso Timbuctù. I due aerei persero la rotta nella nebbia e l'aereo del generale Laperrine si schiantò sulle dune dell'Ahaggar. Il generale morì a Tanejrouf per le ferite riportate. Tratto in salvo dieci giorni dopo l'atterraggio di fortuna, egli ripartì, ma si schiantò con il suo aereo ad Abelasssa, un aeroporto segnalato in modo poco accurato. Solo Vuillemin raggiunse Dakar il 30 marzo, dopo un viaggio accidentato durato più di due mesi. Promosso capitano il 21 luglio 1920, ricevette la Médaille coloniale con la barretta "Sahara". Fino al 1924, quando fu nominato professore di navigazione aerea e bombardamento alla École de l'Air di Versailles, percorse più di 10.000 chilometri sui territori africani.
Il 19 gennaio 1925 decollò da Buc con Vuillemin, per un nuovo raid a bordo del Blériot 115 "Jean Casale", un velivolo dotato di equipaggiamento moderno. Purtroppo, dopo aver fatto scalo a Perpignan, Orano, Colomb-Béchar e Gao, l'aereo si schiantò al suolo in partenza da Niamey. Il colonnello Vuillemin rimase ferito, mentre lui si lamentò della frattura della gamba di legno. I sui voli sull'Africa lo portarono a sviluppare il progetto di creare la futura linea aerea Francia-Madagascar. Intraprese un lungo viaggio di 55 giorni su un Breguet Bre 19 che lo portò in Ciad, Congo, Rhodesia britannica e infine al Canale del Mozambico. Nel dicembre del 1928 lasciò l'esercito per fondare la prima compagnia di navigazione aerea destinata al regolare esercizio di una linea aerea attraverso l'Africa, la Compagnie d'aviation transafricane. Per cinque lunghi anni lavorò alla creazione dei nuovi campi d'aviazione necessari, e poi ritornò a Parigi dove ottenne i crediti per la costituzione della compagnia Régie d'État-Air Afrique, di cui fu nominato direttore. Dal 1935 al 1939, la compagnia aerea percorse quasi 8 milioni di chilometri e trasportò circa 22.000 passeggeri. In Africa incontrò il giovane avventuriero André Malraux, con il quale strinse amicizia prima che quest'ultimo preferisse l'Indocina all'Africa subsahariana.
Con il precipitare della situazione internazionale, e la dichiarazione di guerra alla Germania, il 3 settembre del 1939, egli non poteva essere arruolato in servizio attivo a causa di un'invalidità pari al 90%. Desiderava disperatamente tornare in servizio. Al quartier generale dell'Armée de l'air, incontrò il suo vecchio amico e comandante, il generale Vuillemin, chiedendo insistentemente di tornare al fronte. Il 25 ottobre fu assegnato come vicecomandante al Groupe de bombardement nº 9 della 34e Escadre de bombardement. Il 15 marzo 1940 fu promosso tenente colonnello, e due mesi dopo, il 10 maggio iniziò la battaglia di Francia. Il 16 maggio, il nemico occupò l'aeroporto di Laon, a pochi chilometri da lui. La sera seguente, decollò su un Amiot 354 con il seguente equipaggio: tenente Frank Frémond (pilota), sottotenente Lucien Regnault (operatore radio), adj. Maurice Lavolley (navigatore-bombardiere), tenente colonnello Dagnaux, comandante dell'aereo, mitragliere dorsale. Catturato alla luce di un riflettore, il loro aereo fu immediatamente preso di mira dalla contraerea, e precipitò ed esplose con tutto il suo carico di bombe contro la chiesa del villaggio di Vallée-au-Blé (Aisne). Dagnaux e l'aiutante di campo Maurice Lavolley, che non riuscirono a saltare con il paracadute, persero la vita. Fu dichiarato Mort pour la France in azione la notte del 18 maggio 1940. Un monumento in loro onore fu eretto dopo la guerra utilizzando le pietre della chiesa che l'aereo aveva distrutto nell'incidente. Il 19 gennaio 1948 le Poste francesi emisero un francobollo con la sua immagine, che raffigurava anche il suo ultimo aereo, l'Amiot 354. La base aerea 128 di Metz-Frescaty, ora in disuso, portava il suo nome.

### Annotazioni
1. ↑  Fu in una ventina di tappe, rispetto alle tredici inizialmente previste, che Jean Dagnaux arrivò in Madagascar, via Alicante, Orano, Fort Lamy, Bangui, Léopoldville, Mozambico, per atterrare infine a Majunga, nella parte settentrionale dell'isola, venerdì 21 gennaio 1927, al termine di un raid aereo durato non meno di cinquantacinque giorni. Ricordiamo che, per compiere questo viaggio, Jean Dagnaux non fu solo: a bordo dell'aereo Breguet Bre 19, dotato di un motore Renault da cinquecento cavalli, di cui aveva preso i comandi, si trovava anche il sergente Paul Dufert, il suo meccanico.
2. ↑  I meccanici del GB 9/34 lavorarono sull'aereo, modificandolo per permettergli di pilotare il moderno velivolo con la sua protesi di legno.

### Fonti
1. 1 2 3 4 5 6 7 8 9 10  Avions Legendaires.
2. 1 2 3  Leonore.
3. 1 2 3 4 5 6 7 8 9 10 11  Comité des travaux historiques et scientifiques.
4. 1 2 3 4 5 6 7 8 9 10 11 12 13 14 15 16 17 18 19 20 21 22 23 24 25 26 27 28 29  Albin Denis.
5. 1 2 3 4 5 6  Beilot 2001, p. 193.
6. 1 2 3  Beilot 2001, p. 194.
7. 1 2 3 4 5  Cuny, Danel 1986, p. 286.